# Vesqui Sud
Vesqui Sud est une petite casemate d’infanterie qui avait pour but d’empêcher une infiltration dans Roquebrune-Cap-Martin par les Italiens.

## Description
Vesquie Sud n'était composé que d'un seul bloc ; l'entrée était accessible par une tranchée bétonnée.

### Armement
- l'armement de vesqui sud était un créneau pour mitrailleuse Hotchkiss 8 mm modèle 1914 ;
- Une goulotte lance-grenades ;
- un créneau pour fusil mitrailleur.

### État actuel
Tout comme sa voisine Vesqui Nord, la casemate est intégrée dans un immeuble mais la porte reste visible en bas de l'immeuble.